# 2015-ös dél-szíriai offenzíva
A 2015-ös dél-szíriai offenzíva (kódnevén "Ali Allah Dadi a Kunajtirai Mártírokért") a Szír Hadsereg, a Hezbollah és a Forradalmi Gárda által indított hadművelet volt a szíriai polgárháború idején, 2015. február-márciusban.A kormányerőkben iráni támogatással afganisztáni síita önkéntesek is részt vettek. A "Kunajtirai Mártírok Hadművelet" név a 2015. Mazraat Amal-i incidensre utal, amikor is a Hezbollah és a Forradalmi Gárda több magas rangú vezetőjét is megölték egy izraeli támadásban.
Miután a Szír Hadsereg és szövetségesei 15 várost, falut és hegyet elfoglaltak, a hadművelet lelassult, és patthelyzet alakult ki. Legfőképpen Kafr Shams és Kafr Nasij környékén akadtak meg a csapatok. kormányerők előrejutását mérsékeltnek nevezték, míg a Damaszkusz mellett álló As-Safir hírügynökség szerint megsemmisítő vereséget mértek a felkelőkre. Legtöbben sikertelennek értékelték a hadműveletet, a felkelők „szétmállasztották” az „összeomlott” támadást.

## Előzmények
2014. októberben Tal al-Harra területén a felkelők elfoglalták a gépesített hadi tábort, mivel Mahmoud Abu Araj tábornok, a Szíriai Arab Hadsereg egyik vezetője, információkat adott át felkelőknek, és viszályt szított a szír és az iráni serege között. Ennek következtében a hadsereg 56 tisztviselőjét kivégezték, hogy megállítsák az információk kiszivárgását. Az elkövetkező offenzíva egyik legfontosabb feladata Tal al-Harra visszafoglalása volt.
Az offenzíva legfontosabb céljai Tal al-Harra visszafoglalása, az al-Nuszra Front által védett ütközőzóna megszüntetése Szíria és Izrael között, Damaszkusz, az ország fővárosának megvédése a jövőbeni felkelői atrocitásoktól, egy délnyugati libanoni front kialakításának a megakadályozása és a Jordániába vezető utánpótlási útvonala elvágása volt. További pozitív hozadéka volt az offenzívának a Golán-fennsíkon egy a Hezbollah által felügyelt frontvonal létrehozása volt Izrael felé. Az offenzíva központja egy ritkán lakott, a felkelők kezén lévő háromszögletű terület volt Damaszkusztól nyugatra Dara és Kunajtira között. A legfontosabb cél Kafr Shams, Zimreen és Deir al-Adas elfoglalása volt.
Egy a magas rangú Hezbollah-vezetőkhöz közeli forrás szerint az offenzíva kezdődátumát az Izrael által magas rangú hezbollahos és iráni vezetők ellen elkövetett támadásai miatt előrébb hozták a tervezettől.

## Az offenzíva

### Kezdeti kormányzati sikerek
2015. február 7-én az 5. Fegyveres Osztag a 7. Gyalogos Osztagból érkezett erősítéssel támadást indított Dara kormányzóság északi része ellen. Első napo az összecsapásokban Kafr Shams közelében tíz felkelőt öltek meg.
Február 8-án a kormány erői Darában több várost is bombáztak, és a harcokban 11 felkelőt öltek meg. A leghevesebb összecsapások Kafr Shams környékén zajlottak. A kormány ezen felül Kunajtira kormányzóságban Om Batena és Mashara városokat is lőtte, ugyanis a hadsereg 9. Osztaga abban a körzetben is indított támadást. Egy katonai forrás szerint a kormány seregei több hegyet is elfoglaltak.  Ezalatt Rif Dimas kormányzóságban a kormány katonái elfoglalták Tall Marri hegyét, de Deir Makir városa felé már nem tudtak előrébb jutni. A hegy elfoglalása fontos mozzanat volt, mert elvágta a Damaszkusz környéki felkelők utánpótlási útvonalát, és növelte elszigeteltségüket.
Február 9-én eldurvultak a harcok Dara kormányzóságban Deir Makirban és Deir al-Adas környékén, ahol négy felkelőt megöltek és a hadsereg két tankját megsemmisítették. Nap végére a Nemzetvédeli Erőkkel, a Hezbollah katonáival és iráni harcosokkal megerősített Szír Hadsereg al-Ollayqatban Deir al-Adas környékén előre tudott haladni. Katonai források szerint Deir al-Adas 65%-át, valamint Kafr Sham mellett Tal Ghashamot elfoglalták.  Ezen felül megszerezték Tayha falut is.
A felkelők szerint a kormány oldalán mind Darában, mind Rif Dimasban sok afgán harcos is csatába vonult.
Február 10-én reggel a kormány katonái Darától északra Mahjat faluban lesből támadva lőttek rá a al-Nuszra Front fegyvereseire, akik közül 8-19 harcos meghalt. Ezalatt Der al-Adasban további nyolc felkelő esett el, a kormányerők pedig tovább haladtak, és elfoglalták Deir Makirt, al-Danajit és Habariyaht. Később a hadsereg megerősítette Deir al-Adas védelmét, és a városért folytatott csatában 40 felkelőt és 23 katonát öltek meg.
A nap folyamán tüzérségi és légi kormányzati támadás érte Kunajterától és Harrahtól keletre, Mashara területén, melynek legfőbb célja a Darában állomásozó felkelőnek a Golántól való elvágása volt. A szíriai hadseregbe beépült egyik libanoni tudósító, az al-Mayadeen televízió munkatársa Kunajtirából azt nyilatkozta, hogy az offenzíva elvágta a Jordániából Damaszkusznak a felkelők kezén lévő nyugati részébe vezető utánpótlási útvonalát. A hadsereg Tall Ghurabah hegyen felállított erődítményeiből szintén lőtték a felkelők állásait Kafr Shams közelében, a Tall Antar hegyen.
Február 11-én a hadsereg és a Hezbollah Deir Makir közelében elfoglalta az Arus és a Sarja hegyeket, Deir al Adas mellett a Mseeh hegyet, és a bombázott Sultaniyah felé terjeszkedett, Eközben Harrah lakói azt kérték a felkelőktől, hagyják el a várost, hogy így akadályozzák meg az ottani harcok elmérgesedését. Ekkor kezdődött a kormány darai offenzívájának második szakasza, mikor már a teljes frontvonalon folytak a harcok. Rif Dimaskban az SOHR hírei szerint harcok bontakoztak ki a Tall Fatima hegy környékén, ahol több katonát fogságba ejtettek. Hamrit környékén egy tankot megsemmisítettek, és lövöldözések voltak Tall Antar és Tall Alaqiyah környékén is.
Február 12-én lelassult a kormányerők addigi gyors előre nyomulása, mert a régióban hóvihar tört ki. Ennek ellenére a hadsereg még elfoglalta Kafr Nasij Ghirbal nevű részét, ahova Deir al-Adas városból a harcosok visszavonultak, és ahol egész eddig folytak a harcok. Ezután a felkelőkhöz tartozó Szabad Szíriai Hadsereg 24. Osztagának parancsnoka sürgős erősítést kért Mialatt a hadsereg elfoglalta a Tall Fatima hegyet és a felkelőket visszanyomta a Tall Qrein hegy irányába, elszórtan harcok törtek ki Sultaniyah területén is, Kafr Shams várost is támadás érte.

### Az offenzíva megakadt
A következő pár napban a felkelők Tayhat és Habariyaht visszafoglalták.
Február 14-én a kormányerők ismét lőtték Kafr Shamst, Kafr Nasijt és a Tall Antar hegyet. Aznap az iráni Forradalmi Gárda két vezetőjét (köztük egy parancsnokot) megöltek Kafr Nasijban, a kormányközeli Al-Ekhbaria televíziós csatorna két riportere pedig Deir al-Adasban a felkelők lövéseitől megsérült. Az SOHR szerint 10 katonát azzal a váddal öltek meg, hogy információkat továbbítottak az ellenségnek. 500 fős erősítés érkezett délre, hogy erősítsék a felkelők ellen harcoló alakulatokat. Deir al-Adasban az al-Nuszra Front egyik ellentámadását visszaverték, miközben 19 felkelő és 11 katona vesztette életét.
A Szír Légierő, miután öt napig a rossz időjárási viszonyok miatt nem tudott felszállni, támadást intézett a felkelők állásai ellen. A felkelők állításai szerint a darai fontvonalon megszereztek egy orosz rakétarendszert, és elfogtak egy vezető iráni tisztviselőt. A Déli Front visszautasította, hogy irániak lennének fogságban, azonban azt megerősítették, hogy két iráni testét valóban megszerezték a felkelők.
Február 17-én a Hezbollah masharai támadását visszaverték. A harcok még másnap is folytak a falu közelében, egy katonai hírforrás pedig arról számolt be, hogy a Hezbollah elfoglalta Syria Tel Hill hegyét. Ugyanakkor az al-Nuszra Front ellentámadást indított, hogy visszaszerezze a harcok kezdete óta elvesztett területeket, és Danaji közelében sikereket ért el.
Február 19-én az al-Nuszra Front visszafoglalta Tall Fatima hegyét, és tovább haladt Deir Maker irányába. A 9. Gépesített Osztag ellenállása miatt azonban az iszlamistáknak vissza kellett vonulniuk a nemrég elfoglalt hegyről, s a támadásban 22 emberük veszett oda. Egy katonai forrás jelentése szerint másnap a Hezbollah folytatta a nemrég elfoglalt Syria Tell hegytől délre az al-Nuszra Front elleni támadásokat. További területek foglaltak el Mashara falutól délre, míg a 9. Gépesített Osztag két egész napnyi harc után tovább tudott haladni, és már a falu temetőjénél jártak. Később a hadsereg Tall Fatima területét visszafoglalta. Február 21-én azonban az itteni harcok kiújultak.
Február 25-én három napnyi rettentő időjárás miatti szünet után a Hezbollah megpróbálta Hamidiyyeht elfoglalni, és a hírek szerint 16 felkelőt megölt.

### A kormány további térnyerése
Február 27-én és 28-án a kormány seregei elfoglalták Sultaniyaht, Habariyaht, Hamritot és Sabsabaht, valamint Tall Qrein és Tall Fatima hegyeit. Tall Qreinért két órán át folyt a küzdelem. A heves harcok Tal al-Allaqiya, Tal Samn, Aqrabah, Simlin területén és Kafr Nasij valamint Kafr Shams környékén folytatódtak, ahol a kormány seregei sikeresen előre tudtak törni. A kétnapos összecsapásban legalább 26 katonát és 19–51 felkelőt öltek meg.
Március 1-jén a hadsereg ismét megpróbálta bevenni Kafr Shamst, és eközben elfoglalta Tall al-Bazzaqot és a Tal al-Sayyad néven is ismert Rajm al-Sayd hegyet. A szíriai seregek és a Hezbollah is újabb területeket szerzett meg, és már Tal al-Harra 10 kilométeres körzetben voltak, s eközben elfoglaltak egy, a városra néző hegyet. A hadsereg ekkor bejelentette, hogy offenzívájuk első része véget ért, mert ütközőzónát tudtak kialakítani Daraa északnyugati és Rif Dimask Nyugat-Ghouta nevű része között. A tervek szerint a második akciónak két része lenne, az első felében a 7. Osztag megpróbálja Kafr Shamst elfoglalni, míg a Hezbollah és a 9. Osztag megpróbálja Kafr Nasijt bevenni. Ezután a két osztag és a Hezbollah ‘Aqrabanál egyesülne. Ennek a résznek a legfontosabb fejezete az lenne, hogy a 9. Osztag és a Hezbollah elfoglalja a területeket Nabi Sakharig, többek között beleértve Umm Batna és Mashara. térségét Mahmoud Mustafát, a Szíriai Dandár tábornokát (a kommandó egység parancsnokát) a hírek szerint aznap Kunejtrában, Hebbariyeben megölték.
A március 3-i hírek szerint hét, a kormánypártok oldalán harcoló afgán katonát temettek el, köztük az önkéntesekből álló afgán Dandár, a Fatemiyoun dara kormányzóságban február 28-án megölt parancsnokát, Alireza Tavassolit. Másnap Darábam a Jabhat al-Nusra, az Ahrar ash-Sham, a Jamaat Bayt al-Maqdis al-Islamiya és az Iszlám Muthanna Mozgalom részvételével közös irányítóközpontot hoztak létre. A háttérben segített nekik a Szabad Szíriai Hadsereg Első Hadsereg nevű szervezete is. Az összefogás mögött az állt, hogy eddig nem volt szövetség a mérsékeltebb felkelői csoportok között, és nem tudták visszaverni a kormányerők támadásait. A Déli front legtöbb tagszervezete nem akart vezető szerepet játszani a csatákban.

### Az offenzíva második fázisa
Az offenzíva második fázisa március 4-én kezdődött, mikor a hadsereg és a Hezbollah közösen egyszerre támadta meg Tal Al-Malt, Kafr Shamst és Kafr Nasijt. Katonai források szerint At Tal Al-Malnál áttörték a felkelők védvonalait, miközben Kafr Shamsnál az összecsapásban 17 felkelő és 7 halt meg.
Március 11-én a Szíriai Légierő Kunajtera déli külvárosában az Első Hadsereg központját támadta meg, s több felkelőt megölt, többek között a csoport parancsnokát is. Négy nappal később a Hezbollahhoz tartozó Al-Manar libanoni hírtelevízió arról számolt be, hogy Kunajtira kormányzóságban egy másik légi támadás során az al-Nuszra Front 120 harcosát ölték meg, köztük három szárazföldi parancsnokot.
Március 13-án két hétnyi harc után a hadsereg sikereket ért el, és területeket szerzett meg Kafr Nasij délnyugati részén.

## Következményei
A felkelők április 6-án ellentámadást indítottak Kafr Shams környékén, ahol egy ellenőrző pontot el is foglaltak. A kormánycsapatok egyik meglepetésszerű támadásában hat felkelőt megöltek, ezen felül többen eltűntek. Április 6. és 8. között a hadsereg több ellenőrző pontot visszafoglalt, miközben 35 felkelőt megültek.
Április 20-án a Szíriai Hadsereg Nemzetvédelmi Erők és a Palesztin Felszabadítási Front támogatásával új támadást indított Busra al-Harir város közelében, és öt falut sikeresen elfoglalt. Ezzel elvágták a lajti felkelők jordániai utánpótlási útvonalát. Busra al-Harir belterületén a támadást sikeresen visszaverték. A jelentések szerint másnap a hadsereg kivonult Busra al-Harir környékéről, és a felkelők ismét megerősítették állásaikat. A támadásban 37 felkelőt és 28 katonát öltek meg, a hadsereg öt tankját pedig megsemmisítették. Több kormánypárti csapatot elfogtak, köztük több külföldi harcost. Katonai források szerint a következő 24 órában 37 felkelő és 11 katona vesztette életét.

## Elemzés
Többen úgy látják, hogy ez az offenzíva az Izrael ellen szövetkezettek egyik stratégiai lépése volt, és megpróbálták a szövetség tagjainak, így a Hamásznak a harci kedvét.
Az irániak között belső ellenségeskedés részeként Rafik Shehadeh altábornagy testrei rátámadtak Rustum Ghazaleh vezérőrnagyra, mert nem egyeztek a véleményeik a külföldi harcosok bevetéséről. A jelentéseik szerint mindkettőjüktől elvették a beosztásaikat. Két hónappal később arról szóltak a hírek, hogy Ghazaleh több hétnyi klinikai halál után két hónappal a támadás után belehalt súlyos fejsérüléseibe.
Jordánia az offenzíva hatására jelezte, hogy nem nézi jó szemmel azt, hogy a szír kormány mennyire rászorul az irániak és a Hezbollah segítségére. Az egyik jordániai tisztviselő ezt nyilatkozta: "Nem engedhetjük meg, hogy Irán a közelünkbe férkőzzön. Már így is túl sok ötlettel örvendeztettek meg minket." A szíriai kormány megnövekedett külföldi támogatására válaszul Szaúd-Arábiából is fegyverek, illetve logisztikai segítség érkezett. Jordánia és Szaúd-Arábia ellenzéknek küldött támogatása vezetett el március végén ahhoz, hogy a felkelők elfoglalták Boszrát, április elején pedig a Jordániával szomszédos naszibi határátkelőt.
In the opinion of Jeffrey White from the A Washington Institute for Near East Policy munkatársaként dolgozó Jeffrey White szerint az offenzívának "kevés eredménye, de a rezsim jövőjét hathatósan meghatározó következménye van", a kormányerők beavatkozásának, annak csökkenő kapacitása miatt, nem volt akkora jelentősége, hogy meg tudja változtatni a csata kimenetelét.